# Jorge Luís Clavelo
Jorge Luís Clavelo (Santa Clara, 8 agosto 1982) è un calciatore cubano, difensore del Villa Clara.

## Carriera

### Club
Ha sempre giocato nel campionato cubano.

### Nazionale
Ha esordito con la Nazionale cubana nel 2006. Ha partecipato alla CONCACAF Gold Cup nel 2011 e nel 2013.